# Шато Деганн
Дворец Деган(н)а (фр. Сhâteau Deganne) — общественное здание во французском курорте Аркашон (департамент Жиронда). В его стенах располагается городское казино Аркашона, также известное как «пляжное казино».
В 1853 году, по решению мэра Аркашона Адальбера Деганна, у кромки пляжа был построен дворец в стиле неоренессанса. Дворец стал местом встреч отдыхающих здесь представителей европейского дворянства и буржуазии, а в 1859 году его предложили императору французов Наполеону III, который двумя годами ранее утвердил своим декретом самостоятельный статус коммуны Аркашона. После смерти мэра шато вновь стало частной резиденцией. В 1903 году шато Деганн было продано и оборудовано под казино.
В годы Второй мировой войны здание реквизировали, устроив в нём казарму; во время войны здание сильно повредили. После войны шато Деганн восстановили и в его стенах снова устроили казино, а также давали театральные представления, на которые съезжались знаменитые гости. Шато Деганн осталось единственным казино в Аркашоне после того как в 1977 году при пожаре сгорело Мавританское казино.